# M16

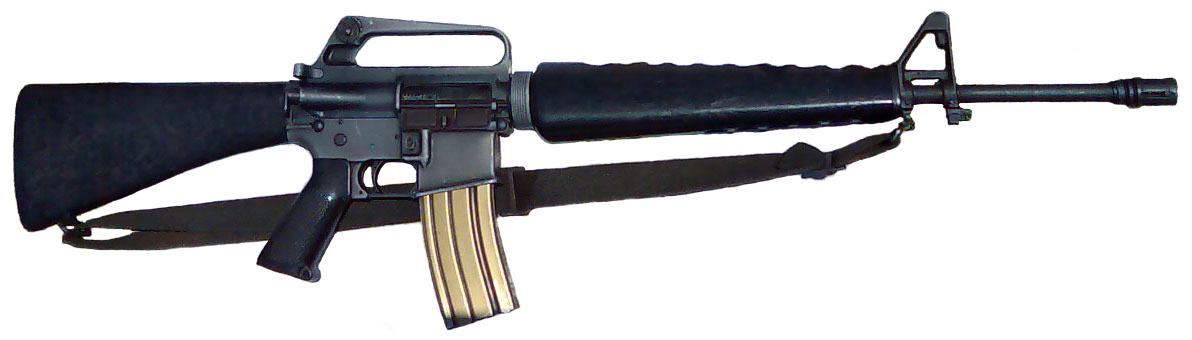
M16A1 với hộp tiếp đạn 30 viên

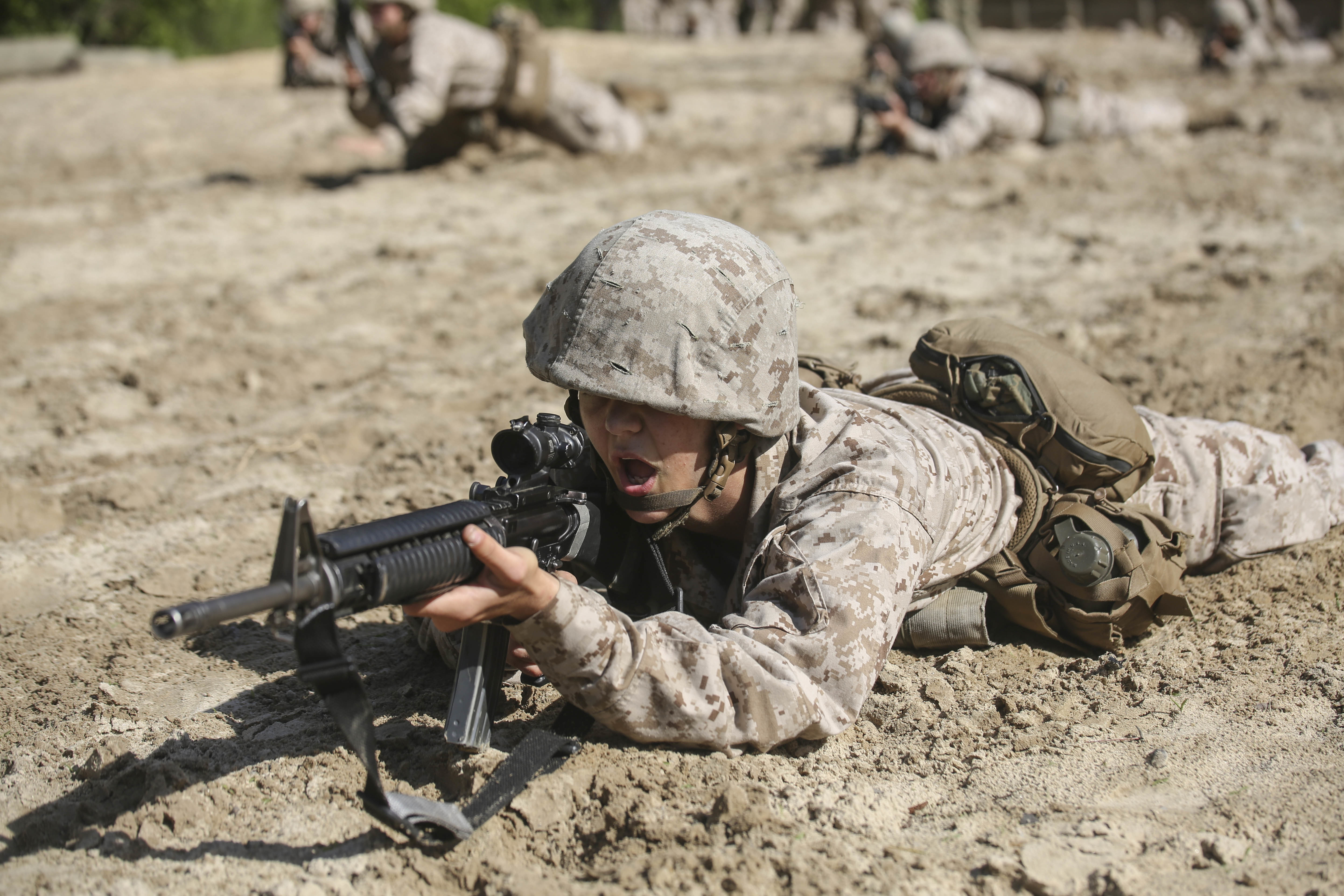
Một người lính Thủy quân lục chiến Hoa Kỳ với khẩu M16A4.

M16 là một loạt súng trường do hãng Colt cải tiến từ súng AR-15 của hãng Armalite. Đây là loại súng tác chiến bắn đạn 5,56×45mm NATO. M16 là súng thông dụng của quân đội Hoa Kỳ từ năm 1969.
M16 nhẹ, khoảng 3,1 kg, do có thành phần làm bằng thép, hợp kim, nhôm và nhựa cứng (sợi thủy tinh hoặc polymer), sử dụng kỹ thuật giảm nhiệt bằng hơi, tác động lên cò bằng khí ép, đạn nạp từ băng tiếp đạn với cơ cấu khóa nòng xoay.. Có ba loại khác nhau trong qua trình sản xuất súng M16. Loại đầu tiên là M16 và M16A1, sử dụng trong thập niên 1960, bắn đạn M193/M196 (hoặc .223 Remington), có thể bắn hoàn toàn tự động hay bán tự động, và hai mẫu XM16E1 và M16A1 đồng loạt được sử dụng ở chiến trường Việt Nam, sử dụng băng đạn 20 viên. Loại kế tiếp là M16A2, thập niên 1980, bắn đạn M855/M856 (do FN Herstal của Bỉ thiết kế), có khả năng bắn từng viên hay bắn từng loạt 3 viên, băng đạn được cải tiến lên 30 viên. Loại sau cùng là M16A4, súng trường tiêu chuẩn của Thủy quân lục chiến Hoa Kỳ trong chiến tranh Iraq. M16A4 và súng trường M4 Carbine dần dần được dùng thay thế M16A2, vốn đã hơi lỗi thời và kém tiện dụng. So với M16A1 và A2, M16A4 và M4/M4A1 có một số cải tiến về hình dáng ngoài: quai xách tháo rời có thể dùng để gắn kính ngắm, dụng cụ chấm mục tiêu bằng tia laser, kính nhìn ban đêm, đèn pin và súng phóng lựu.

## Lịch sử

### Bối cảnh
Vào năm 1928, một hội đồng của Lục quân Hoa Kỳ đã thực hiện các thí nghiệm các cỡ đạn tại bãi thử nghiệm Aberdeen và khuyến nghị quân đội dần chuyển sang sử dụng các cỡ đạn nhỏ hơn, cụ thẻ là cỡ đạn .27 inch (6,86mm). Do các lí do, đề xuất này bị quân đội bác bỏ và quân đội lựa chọn cỡ đạn .30 inch (7,62mm) như cỡ đạn tiêu chuẩn trong 35 năm tiếp theo. Sau Thế chiến 2, quân đội Mỹ bắt đầu tìm kiếm một mẫu súng trường tự động để thay thế các khẩu  M1 Garand, M1/M2, Browning M1918, M3 "Grease Gun" và súng tiểu liên Thompson. Tuy nhiên, các thử nghiệm về một phiên bản của khẩu M1 Garand cho kết quả đáng thất vọng. Trong chiến tranh Triều Tiên, khẩu carbine M2 với chế độ bắn tự chọn thay thế hầy như cá khẩu súng tiểu liên trong biên chế quân đội Mỹ và trở thành phiên bản súng carbine phổ biến nhất. Tuy nhiên, cáckinh nghiệm chiến trường cho thấy cỡ đạn .30 carbine có uy lực quá yếu. Các nhà thiết kế vũ khí Mỹ đi đến kết luận rằng một cỡ đạn trung gian là cần thiết, và khuyến nghĩ sử dụng một cỡ đạn nhỏ với vận tốc lớn.
Tuy nhiên, các chỉ huy cấp cao của Mỹ, những người đã đối mặt với các vấn đề về hậu cần trong thế chiến 2 và chiến tranh Triều Tiên, quả quyết rằng phải phát triển một cỡ đạn .30 mới với sức mạnh lớn hơn, không những để dành cho súng trường tự động mà còn cần sử dụng bởi súng máy đa chức năng. Điều này đã dẫn đến sự phát triển của cỡ đạn mới là 7.62×51 mm NATO.
Lục quân Hoa Kỳ đã tiến hành thử nghiệm các mẫu súng mới để thay thế cho khẩu M1 Garand đã lỗi thời. Mẫu T44E4 của Springfield Armory và phiên bản nặng hơn là T44E5 vốn là phiển bản nâng cấp của khẩu M1 sử dụng cỡ đạn 7.62 mm, trong khi hãng Fabrique Nationale của Bỉ đã đưa khẩu FN FAL với mã định danh T48. ArmaLite tham gia cuộc thi muộn hơn, đưa một vài khẩu AR-10 phiên bản thử nghiệm vào mùa thu năm 1956 tới kho vũ khí Springfield của lục quân Hoa Kỳ để tiến hành thử nghiệm. Phiên bản AR-10 có một thiết kế nòng thẳng hàng với báng tân tiến so với thời bấy giờ, với hộp khóa nòng được gia công từ nhôm và báng làm từ polyme (phenol formaldehyde). Nó cũng có thước ngắm cao hơn so với nòng, loa che lửa bằng nhôm , và hệ thống trích khí với khả năng tùy chỉnh. Nguyên mẫu cuối cùng có hộp khóa nòng với bản lề và các chôt sgioongs với các phiên bản hiện tại, cần lên đạn được đặt phía trên hộp tiếp đạn thay vì đặt bên trong tay xách súng. So với một khẩu súng dùng cỡ đạn 7.62 mm NATO, khẩu AR-10 có khối lượng nhẹ một cách đáng kinh ngạc với chỉ 6,85 lb (3,11 kg) khi không đạn. Các phản hồi của Springfield Armory là tích cực, và một số người thử nghiệm còn cho rằng  AR-10 là khẩu súng tường hạng nhẹ tốt nhất mà họ từng thử nghiệm. Nhưng cuối cùng, Lục quân Mỹ quyết định chọn mẫu T44 vào biên chế với định danh M14, vốn là phiên bản nâng cấp của khẩu M1 Garandvới băng đạn 20 viên và chế độ bắn tự động. Quân đội Hoa Kỳ cũng chấp nhận biên chế súng máy đa chức năng M60. Các nước thành viên NATO cũng đưa vào biên chế mẫu FN FAL và HK G3, cũng như các súng máy đa chức năng FN MAG và Rheinmetall MG3 GPMGs.
Cuộc đối đầu đầu tiên giữa AK-47 và M14 xảy ra vào phần đầu của chiến tranh Việt Nam. Các báo cáo chiến trường cho thấy khẩu M14 khi bắ ở chế độ tự động giật một cách không thể kiểm soát và binh sĩ không thể mang đủ đạn để duy trì lợi thế hỏa lực so với khẩu AK-47. Và trong khi khẩu M2 có tốc độ bắn cao hơn, sức xuyên và hỏa lwucj của nó hoàn toàn bị áp đảo bởi AK-47. Một sự thay thế là cần thiết, một khẩu súng nằm giữa hỏa lực tốt của khẩu M14 và hỏa lực hạng nhẹ của khẩu M2.
Như một kết quả tất yếu, Lục quân buộc phải xem xét đề xuất năm 1957 của tướng Willard G. Wyman để phát triển súng trường có chế độ bắn tùy chọn với băng đạn khoảng 20 viên sử dụng cỡ đạn .223-inch caliber (5.56 mm) và nặng khoảng 6 lb (2,7 kg). Cỡ đạn 5.56 mm phải có thể xuyên được mũ bảo vệ tiêu chuẩn của quân đội Mỹ ở khoảng cách 500 thước Anh (460 mét) và duy trì được vận tốc siêu âm khi giữ đựuoc khả năng sát thương của cỡ đạn .30 carbine.
Yêu cầu này dẫn đến một phiên bản thu nhỏ của khẩu Armalite AR-10, với cái tên ArmaLite AR-15. Mẫu AR-15 đựuoc giới thiệu lần đầu bởi Eugene Stoner tại Fort Benning vào tháng 5 năm 1957. Khẩu AR-15 dùng cỡ đạn .22, vốn mất sự ổn định sau khi bắn trúng cơ thể người, trái ngược với cỡ đạn .30 khi nó xuyên thẳng qua.. Cỡ đạn nhỏ hơn cũng có nghĩa là khi bắn ở chế độ tự động khẩu súng cũng có thể dễ kiểm soát hơn. Với khối lượng chỉ bằng một phần ba cỡ đạn .30 cũng có nghĩa rằng binh sĩ có thể mang nhiều đạn hơn với khối lượng đạn mang theo là tương đương. Vì các cải tiến về kĩ thuật, AR-15 có thể bắn với tốc độc 600 đến 700 viên/phút với tỉ lệ kẹt đạn rất thấp. Các chi tiết máy được chế tạo bằng phương pháp dập, không phải thao tác thủ công nên có thể sản xuất hàng loạt một các dễ dàng, và phần báng cũng làm bằng nhựa để giảm trọng lượng.

### Biên chế

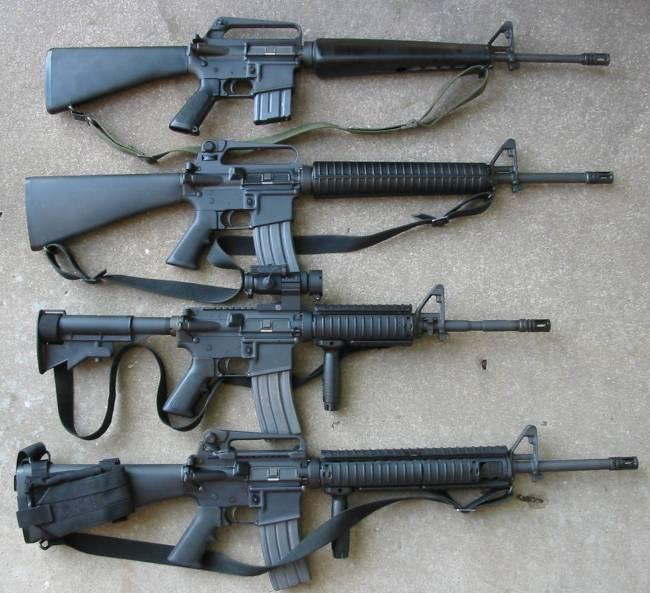
Từ trên xuống dưới: M16A1, M16A2, M4A1, M16A4

Vào tháng bảy năm 1960, tướng Curtis LeMay cảm thấy ấn tượng bởi sự thể hiện của khẩu ArmaLite AR-15. Vào mùa hè năm 1961, tướng LeMay được bổ nhiệm chức vụ tư lệnh Không quân Hoa Kỳ và ông đã đặt hàng 80.000 khẩu AR-15s. Tuy nhiên, tướng Maxwell D. Taylor, Chủ tịch Hội đồng tham mưu trưởng liên quân, đưa ra lời khuyên tổng thống John F. Kennedy rằng có hai cỡ đạn khác nhau trong biên chế sẽ tạo ra vấn đề và đơn hàng trêng bị hủy bỏ. Tháng 10 năm 1961, William Godel, một nhân viên kỳ cự tại DARPA, đã gửi 10 khẩu AR-15 tới Nam Việt Nam. Những đánh giá gửi về là tích cực, vì vậy ông đã gửi thêm 1.000 khẩu vào năm 1962.  Binh sĩ của đơn vị đặc nhiệm Lục quân đã viết báo cáo rằng họ rất thích khẩu AR-15 và sức mạnh của cỡ đạn 5.56 mm và mong muốn rằng nó được đưua vào biên chế.
Sát thương gây ra bởi đạn 5.56 mm do sự nhiễu động của biên đạn khi nó xuyên vào mục tiêu gây ra bởi tỉ lệ xoắn 14 inch (360 mm) của nòng súng. Tuy nhiên, mọi đầu đạn chì đều có sự nhiễu động như vậy sau khi xuyên vào da thịt, bởi vì trọng tâm của đầu đạn được đặt ở rìa sau viên đạn. Vết thương được quan sát thấy ở Việt Nam cho thấy rằng sát thương để gây ra vởi các mảnh vỡ của đạn kết hợp bởi vận tốc và cấu trúc của viên đạn. 
Mặc dù các bằng chứng cho thấy AR-15 có thể mang tới nhiều hỏa lực hơn khẩu M14, Lục quân lại không muốn biên chế mẫu súng mới. Bộ trưởng Quốc phòng Hoa Kỳ Robert McNamara bây giờ đứng giữa hai luồng ý kiến: báo cáo từ ARPA cho rằng khẩu AR-15 là tốt hơnfavoring the AR-15 và các quan chức Lục quân lại ưa chuộng khẩu M14. Kể cả tổng thống Kennedy cũng bày tỏ sự lo ngại, nên McNamara ra lệnh cho tham mưu trửng Lục quân Cyrus Vance, thử nghiệm cả M14, AR-15 và AK-47.Báo cáo từ Lục quân cho thấy M14 phù hợp với biên chế, nhưng Vance lo ngại về các sai sót trong thử nghiệm. Ông ra lệnh Thanh tra Lục quân điều tra các thử nghiệm này và cho thấy các thử nghiệm có sự thiên vị rõ rệt với khẩu M14.
Tháng một năm 1963, bộ trưởng McNamara nhận được các báo cáo về quá trình sản xuất M14 không hiệu quả và không đạt được yêu cầu từ quân đội. Vào thời điểm đó, AR-15 là khẩu súng duy nhất có thể đáp ứng đủ yêu cầu về một vũ khí bộ binh đa năngcó thể đưa vào biên chế. McNamara yêu cầu đưa vào biên chế mẫu súng, mặc dù gặp một số nhược điểm, đáng kể nhất là nòng súng không được mạ chrom.
Vào năm 1964, Lục quân nhận được báo cáo rằng DuPont không thể sản xuất hàng loạt loại thuốc súng IMR 4475 để khớp với yêu cầu của M16. Vì vậy, Tập đoàn Olin đã cung cấp thuốc súng mới. Mặc dù mẫu thuốc súng WC 846 của Olin có thể đạt được vận tốc 3.300 ft (1.000 m) trên giây tại đầu nòng, nó sản sinh nhiêu tàn thuốc súng hơn và dẫn đến khẩu súng dễ kẹt đạn nếu không thường xuyên vệ sinh đúng cách.
Từ tháng ba năm 1965, Lục quân bắt đầu biên chế XM16E1 tới các đơn vị bộ binh. Tuy nhiên,  khẩu súng ban đầu không đi kèm với một bộ bảo quản súng tử tế hay bất kì hướng dẫn nào do những lời quảng cáo từ hãng Colt rằng vật liệu của M16 khiến nó cần rất ít bảo dưỡng, dẫn đến hiểu lần rằng nó khó khả năng tự làm sạch. Hơn nữa, việc bảo dưỡng súng thường được thực hiện với những dụng cụ không chính thống, như thuốc xịt côn trùng, nước, nhiên liệu máy bay càng làm tăng sự hao mòn của khẩu súng. Như một hệ quả tất yếu, các báo cáo về kẹt đạn bắt đầu xuất hiện từ chiến trường. Vấn đề nổi bật nhất có lẽ là lỗi kẹt vỏ đạn, vỏ đạn sau khi bắn bị kẹt trong nòng. Tài liệu cho thấy những người lính Mỹ chết khi khẩu súng của họ bị tháo rời dẫn đến một cuộc điều tra của Quốc hội Mỹ:
Chúng tôi có 72 người trong trung đội nhưng chỉ có 19 người sống sót trở về... Dù bạn tin hay không, bạn biết cái gì giết chúng tôi nhiều nhất không? Chính khẩu súng của chúng tôi. Hầu như mọi người đồng đội đã hy sinh của chúng tôi đều được tìm thấy với khẩu M16 bị tháo rời bởi họ đang cố gắng sửa nó.— Một người lính Thủy quân Lục chiến Hoa Kỳ, Việt Nam.

Vào tháng hai năm 1967, phiên bản cải thiện XM16E1  được nhận tên định danh M16A1. Súng trường mới có nòng được mạ chrom để loại bỏ sự ăn mòn với một số sửa đổi khác. Bộ bảo quản súng mới và dầu bôi trơn cũng được trang bị cho binh sĩ Các bài huấn luyện tập trung vào việc bảo quản súng cũng được thực hiện, trong đó còn có các ấn phẩm dạng truyện tranh operations manual. As a result, reliability problems were largely resolved and the M16A1 achieved widespread acceptance by U.S. troops in Vietnam.
Vào năm 1969, khẩu M16A1 chính thức thay thế M14 để trở thành súng trường tiêu chuẩn của quân đội Mỹ. Vào năm 1970, mẫu thuốc súng WC 844 được sử dụng để giảm lỗi trong hoạt động.
Colt, H&R, và GM  sản xuất  M16A1 trong giai đoạn chiến tranh Việt Nam. M16s được sản xuất bởi Colt những năm cuối thập niên 1980 trước khi FN Herstal (FN USA) bắt đầu sản xuất mẫu súng.

## Các biến thể

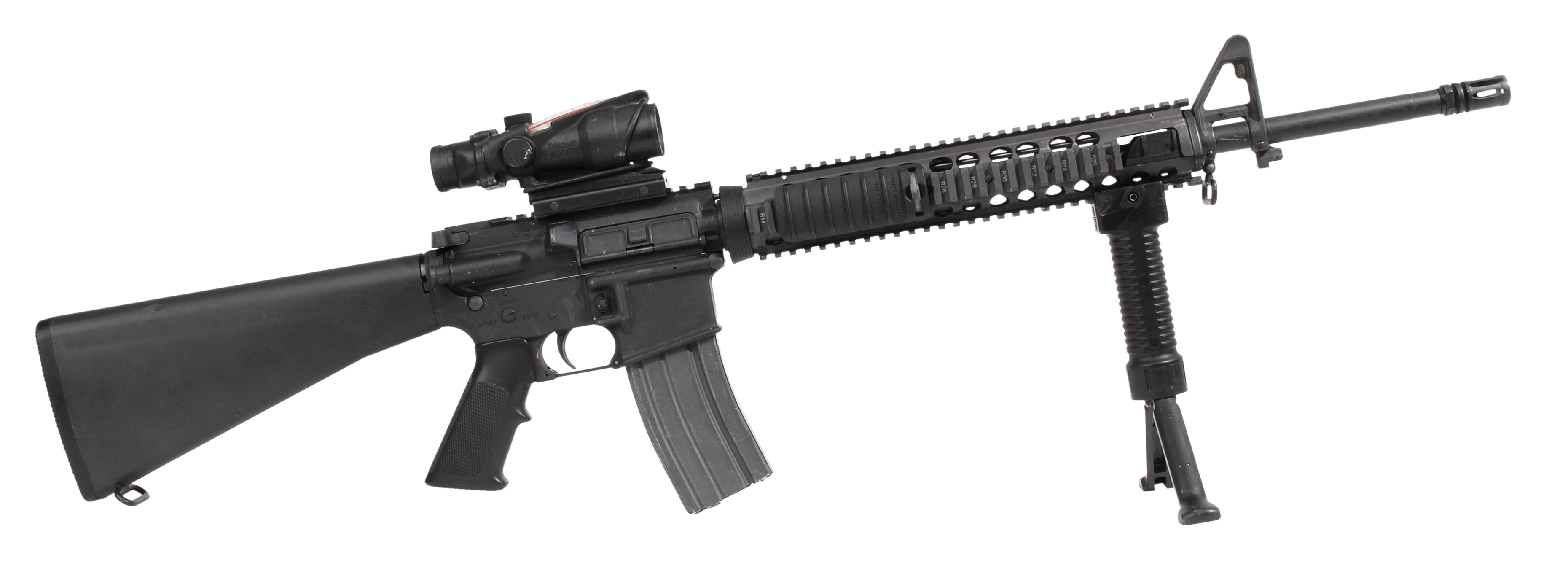
M16A4 với kính ngắm ACOG, ray Picatinny và chân chống chữ Y.

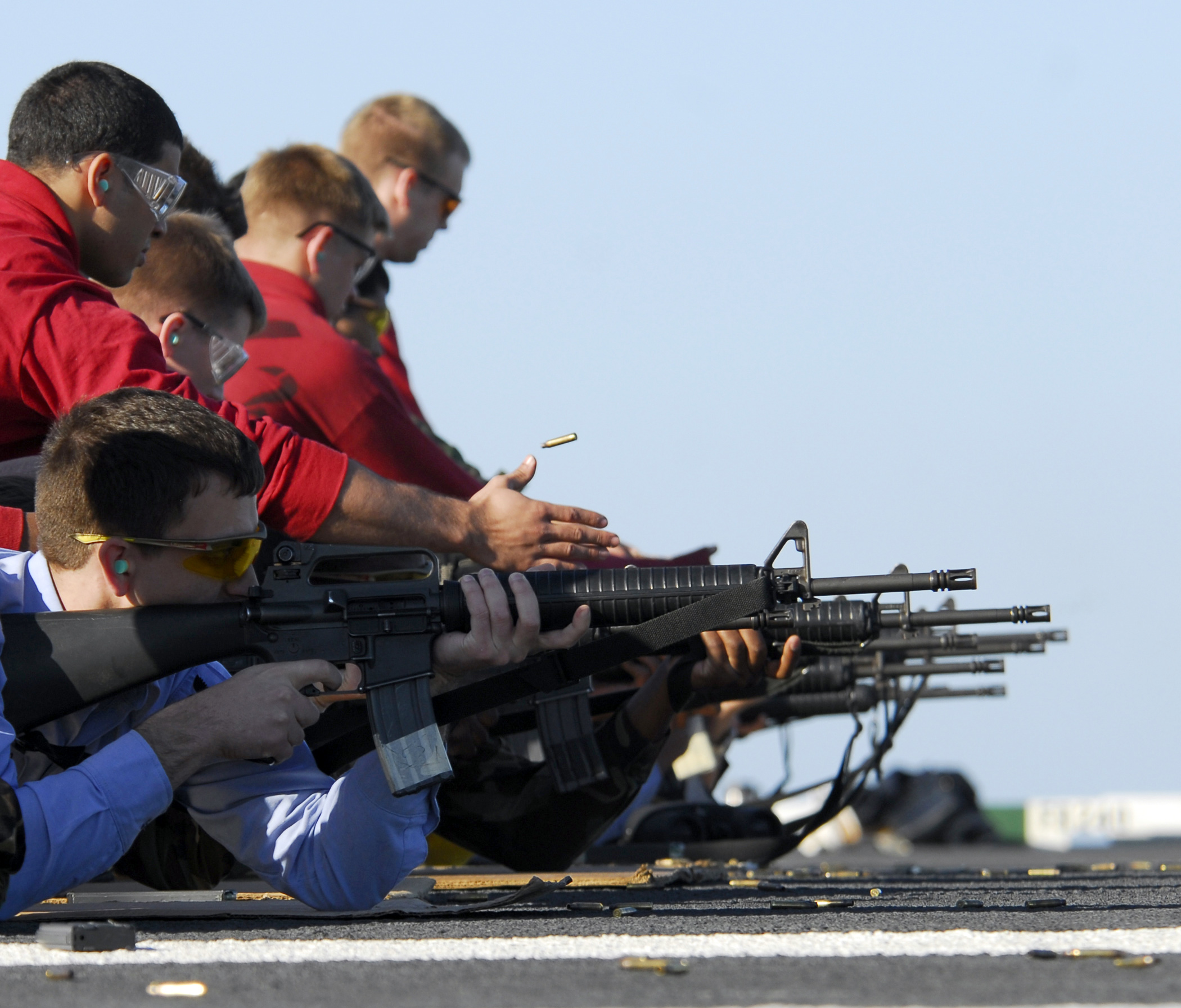
Thủy quân Lục chiến Hoa Kỳ tập bắn M16A3.

### M16
Phiên bản đầu tiên của dòng M16, cải tiến từ khẩu AR-15, có ốp lót tay hình tam giác và hộp tiếp đạn 20 viên. Tuy nhiên, loại súng này rất dễ kẹt đạn vì hãng Colt làm nhẹ các bộ phận chuyển động của mẫu AR-15 đi.

### M16A1
Cải tiến từ M16, sửa một số lỗi, đặc biệt ít kẹt đạn hơn hẳn. Thay đổi rõ rệt nhất là M16A1 có một cần đẩy với nút nhấn ở bên phải cò súng (Foward Assist) giúp thay đạn nhanh hơn. Phiên bản hoàn chỉnh được thông qua và sản xuất vào năm 1967.

### M16A2
Đây là phiên bản cải tiến lớn của dòng súng M16. Ngoài thay đổi về độ xoắn nòng, Colt cũng trang bị cho M16A2 một nòng dày và chịu lực tốt hơn, giúp chống uốn cong và cho phép bắn trong thời gian dài. Đặc biệt, nó có một loa che lửa mới giúp tránh bám bụi tốt hơn. Ngoài ra, hãng Colt còn thay đổi ốp lót tay của súng từ dạng tam giác sang dạng tròn với nhiều vân giúp cầm nắm dễ dàng hơn. Đặc biệt, M16A2 không còn chế độ bắn tự động mà thay vào đó là điểm xạ loạt 3 viên. Được thông qua và sử dụng vào đầu những năm 1980. M16A2 còn là tiền đề để hãng Colt thiết kế khẩu M4A1 danh tiếng của họ

### M16A3
Cải tiến từ M16A2 với chức năng chọn chế độ bắn: tự động, bán tự động và khoá an toàn. Được sử dụng với số lượng nhỏ, chủ yếu trong một số lực lượng của Thủy quân lục chiến Hoa Kỳ.

### M16A4
Phiên bản cuối cùng của dòng M16, được chia thành hai loại chính với các chế độ bắn khác nhau. Phiên bản có số hiệu R0901/ NSN 1005-01-383-2872 có 3 chế độ: khóa an toàn, bán tự động và tự động hoàn toàn. Còn phiên bản R0905 có 3 chế độ là: khóa an toàn, bán tự động và loạt 3 viên. Phiên bản này được nhận xét là tốt nhất trong dòng súng M16 với khả năng tản nhiệt tốt hơn và giảm tỉ lệ bị kẹt đạn đi rất nhiều lần so với các phiên bản trước. Ngoài ra, Colt đã gỡ bỏ quai xách đặc trưng phía bên trên thân súng và thay vào đó là hệ thống ray Picatinny hoàn chỉnh, giúp súng có khả năng gắn được nhiều loại kính ngắm hơn.

## Các quốc gia sử dụng

Các quốc gia sử dụng M16 trên thế giới.

M16 là súng trường được sản xuất phổ biến thứ hai ( sau AK-47 ) trên thế giới. Hiện tại, M16 đang được sử dụng bởi 15 quốc gia NATO và hơn 80 quốc gia trên toàn thế giới. Nhiều công ty ở Hoa Kỳ, Canada và Trung Quốc đã sản xuất hơn 8.000.000 khẩu súng trường của tất cả các biến thể M16. Khoảng 90% trong số chúng vẫn đang được sử dụng hết sức rộng rãi. M16 đã thay thế súng trường M14 và súng M2 Carbine làm súng trường bộ binh tiêu chuẩn của lực lượng vũ trang Hoa Kỳ, mặc dù M14 vẫn được sử dụng hạn chế, chủ yếu là hỗ trợ trong chiến đấu và sử dụng trong các nghi lễ.
Khoảng 8 triệu khẩu M16 thuộc mọi phiên bản đã được sản xuất và bán cho nhiều lực lượng, đã hoặc đang là súng trường tấn công tiêu chuẩn của 10 nước:
- Liên Hợp Quốc
- Afghanistan: Lực lượng Taliban sử dụng súng trường M16A2 và M16A4 trước đây được cung cấp cho Quân đội Quốc gia Afghanistan. Cũng được sử dụng với Tiểu đoàn Badri 313.
- NATO: 15 quốc gia trong khối NATO sử dụng.
- Hoa Kỳ: Tự sản xuất với các phiên bản XM16E1, M16A1, M16A2, M16A3, M16A4, M4A1.[65]
- Albania
- Antigua và Barbuda
- Israel: M16A1/M16A2E3
- Vatican: Để bảo vệ Tòa Thánh Vatican và chịu trách nhiệm bảo vệ Đức Giáo Hoàng
- Việt Nam: Thu được từ miền Nam Việt Nam sau Chiến tranh Việt Nam. Hơn 946.000 khẩu M16 đã bị bắt chỉ riêng trong năm 1975. XM16E1. M16A1 đã qua sử dụng.
  -  Cộng hòa Miền Nam Việt Nam: Tịch thu rất nhiều XM16E1 và M16A1 của quân đội Hoa Kỳ và Quân lực Việt Nam Cộng hòa.
  -  Mặt trận Dân tộc Giải phóng miền Nam Việt Nam: Tịch thu từ trong tay của Quân đội Mỹ lẫn Quân lực Việt Nam Cộng hòa và Đồng minh Chư hầu của Hoa Kỳ trong Chiến tranh Việt Nam.
- Nhật Bản: M16A1 được Trung đoàn bộ binh quân đội phương Tây sử dụng cùng với Type 89 Battle Rifle.
- Ý
- Ba Lan
- Thụy Điển
- Đan Mạch
- Na Uy
- Iceland
- Luxembourg
- Syria
- Iraq M16A2/A4
- Libya
- Iran
- Kurdistan
  -  Đảng Lao động Kurd
- Ả Rập Xê Út
- Ai Cập
- Argentina[66]
- Ấn Độ[67]
- Bồ Đào Nha Một số lượng nhỏ M16A2 được sử dụng bởi Biệt đội Hành động Đặc biệt của Hải quân Bồ Đào Nha
- Bahrain[68]
- Bangladesh[69]
- Barbados[67]
- Belize[67]
- Nam Sudan
- Sudan
- Bolivia[67]
- Brazil[67]
- Brunei M16A2 được Lực lượng Vũ trang Hoàng gia Brunei sử dụng làm súng trường phục vụ chính của họ.[67]
- Các Tiểu vương quốc Ả Rập Thống nhất[67]
- Nga Tịch thu từ trong tay của Phiến quân Syria những khẩu M16 và Nhiều vũ khí do Mỹ sản xuất như súng trường và súng chống tăng cũng xuất hiện trong triển lãm.
- Lào
- Cộng hòa Nhân dân Campuchia
- Campuchia:[70][71] Sử dụng mẫu M16A1
- Cameroon[67]
- Canada C7 và C8[72]
- México[67]
- Chile[67]
- Costa Rica[73]
- Cộng hòa Dân chủ Congo[70]
- Cộng hòa Dominica[67]
- Đông Timor[74]
- Ecuador[67]
- El Salvador[67]
- Estonia[75]
- Hawaii
- Fiji[67]
- Gabon[67]
- Ghana[67]
- Grenada[67]
- Guatemala[67]
- Hà Lan C7 và C8[72]
- Haiti[70]
- Hàn Quốc: Trong Chiến tranh Việt Nam, Hoa Kỳ đã cung cấp 27.000 khẩu súng trường M16 cho Lực lượng Vũ trang Hàn Quốc tại Việt Nam Cộng hòa. Ngoài ra, 600.000 khẩu M16A1 (Colt Model 603K) đã được sản xuất theo giấy phép của Daewoo Precision Industries với các đợt giao hàng từ năm 1974 đến năm 1985. Những người lính KATUSA (Tăng cường Hàn Quốc cho Quân đội Hoa Kỳ) phục vụ trong Quân đội Hoa Kỳ sử dụng M16A2.
- Cộng hòa Dân chủ Nhân dân Triều Tiên M16A1 (có thể là bản sao không được cấp phép) được sử dụng bởi lực lượng đặc biệt của KPA. Được sử dụng trong sự cố Gangneung năm 1996.
- Chile
- Honduras[76]
- Hy Lạp[67]
- IndonesiaM16A1[67]
- Singapore Biến thể địa phương của M16A1 (M16S1) được ST Kinetics sản xuất theo giấy phép.
- Iraq[77]
- Jamaica[67]
- Jordan[67]
- Lesotho[67]
- Liban[70][78]
- Litva[79]
- Malaysia[67]
- Maroc[67]
- México[67]
- Monaco[80]
- Nam Phi[67]
- Liberia[67]
- Kenya[67]
- Nepal[81]
- New Zealand[67]
- Nicaragua[67]
- Nigeria[67]
- Oman[67]
- PakistanM16A1[82]
- Panama[67]
- Peru[67]
- Pháp Được sử dụng bởi các lực lượng chống khủng bố và hoạt động đặc biệt[67]
- Philippines: Được sản xuất theo giấy phép của Elisco Tool and Manufacturing. M16A1 và M653P đang được sử dụng. Được bổ sung trong Lực lượng Đặc biệt bởi M4 carbine.[67]
- Gambia
- Qatar[67]
- Sénégal[83]
- Singapore M16S1 [70]
- Somalia[67]
- Sri Lanka[84]
- Thái Lan M16A1/A2/A4. Một biến thể của bản sao XM177 được gọi là carbine Loại 49 (ปลส.49) Được sử dụng trong cuộc nổi dậy ở Nam Thái Lan[67]
- Tunisia M16A2/A4
- Thổ Nhĩ Kỳ[67] M16A1/A2/A4
- Trung Quốc Sản xuất M16A1 với phiên bản Norinco CQ.
- Myanmar: M16S1 do Chartered Industries của Singapore sản xuất được cung cấp bí mật vi phạm thỏa thuận cấp phép với Colt.[67]
- Đài Loan M16A1, cũng như bản địa Type 65/65K1/65K2, Type 86 và Type 91 (với hệ thống pít-tông khí kiểu AR-18).
- Nam Phi Được Lực lượng Đặc biệt sử dụng. Có khả năng nhận được từ cổ phiếu Ma-rốc.
- Tunisia[67]
- Úc[85]
- Ukraine
- Uganda[67]
- Uruguay[67]
- Úc: M16A1 được giới thiệu trong Chiến tranh Việt Nam và được thay thế bởi F88 Austeyr vào năm 1989.
- New Zealand: Được thay thế vào năm 1988 bởi Steyr AUG, đã được thay thế bằng biến thể M16 không phải Colt vào năm 2016.
- Hồng Kông
- Vương quốc Liên hiệp Anh và Bắc Ireland Một trong những khách hàng quân sự đầu tiên là Vương quốc Anh đã mua những khẩu AR-15 đầu tiên để sử dụng trong chiến tranh rừng rậm trong cuộc đối đầu Indonesia-Malaysia. Biến thể Colt Canada C8 (L119A1/L119A2) được sử dụng bởi các Đơn vị Bảo vệ Cận cảnh của Cảnh sát Quân sự Hoàng gia. Nhóm Người tìm đường, Lực lượng Đặc biệt Vương quốc Anh và Nhóm Bảo vệ Hạm đội Biệt kích 43 Thủy quân lục chiến Hoàng gia[86]

Cùng hơn 80 quốc gia khác trên thế giới.

### Quốc gia cũ từng sử dụng
- Cộng hòa Hồi giáo Afghanistan: Súng trường phát hành tiêu chuẩn của Quân đội Quốc gia Afghanistan. Các biến thể Colt Canada C7 cũng được đưa vào phục vụ hạn chế.
- Việt Nam Cộng hòa: 6.000 M16 và 938.000 M16A1, 1966–1975
- Vương quốc Lào: Nhận được từ chính phủ Hoa Kỳ trong Chiến tranh Việt Nam và Nội chiến Lào
- Hồng Kông thuộc Anh: Biến thể M16A2. Được sử dụng bởi Trung đoàn Hoàng gia Hồng Kông.

### Phiến quân khủng bố
- ISIL
- Nhóm Maute
- Bangsamoro Islamic Freedom Fighters
- NPA